# Пиратство в годы Греческой революции

## Предыстория
В XVII—XIX веках пиратство на Средиземном море было в основном связано с Берберийским берегом (Алжир, Тунис). Исторический парадокс заключается в том, что порабощённая греческая нация многим была обязана алжирским пиратам. Торговые корабли греческих островов, по причине присутствия на море пиратов, имели оборонительное вооружение (пушки), а торговые моряки в боях с пиратами получали военно-морские навыки. В результате к началу революции 1821 г., революционная Греция имела свой военный флот, без которого даже трудно представить победный исход Греческой революции.
В конце XVIII — начале XIX веков, периодически создавались и повстанческие флотилии (Никоцарас, Влахавас).
Первая Архипелагская Экспедиция русского флота и Русско-турецкая война 1787—1792 положили начало каперским традициям греческих моряков. Самым ярким представителем греческих каперов был Кацонис, Ламброс.
Но пиратство как таковое, за редкими исключениями, не было свойственно Греческому архипелагу.

## Греческая революция
Революция 1821 года создала хаос в торговле и нарушила морские коммуникации в Восточном Средиземноморье. Все мусульманские корабли (турецкие, египетские, алжирские, тунисские) являлись для греческого флота военными объектами и законными трофеями. Что касается европейских судов, то они подвергались досмотру, а в зависимости от груза и порта выгрузки, и конфискации.
К 1827 году, после 6 лет продолжающейся кровопролитной войны и полного обнищания населения, при образовавшемся вакууме власти, появились 2 очага пиратства в районах находившихся вне контроля революционного правительства: Северные Спорады и Грамвуса, у побережья острова Крит.

## Кодрингтон, Эдвард
К началу 1828 г. пиратство приобрело ещё большие масштабы и вышло из региона Архипелага вплоть до берегов Сицилии и Мальты. Командующий английским флотом на Средиземном море, вице-адмирал Кодрингтон, в своём письме членам Греческого парламента, посланном с Мальты 11 февраля, обвинял и некоторых членов парламента в причастности к пиратству.

## Каподистрия, Иоанн
Приняв правление Греческим государством, Каподистрия ещё до прибытия в Грецию встретился с вице-адмиралом Кодрингтоном, на его флагмане, на Мальте. Вопрос пиратства был представлен как первоочередной важности для британского правительства.
Каподистрия был весьма опытным дипломатом и не мог недооценить этот демарш. В большинстве своём торговые и банковские круги Европы, как и монархи Священного союза, не питали особых симпатий к Греческой революции. Пиратство давало им возможность представить греческую нацию как нацию пиратов.
Хотя война ещё продолжалась, турецко-египетские войска все ещё оставались на п-ве Пелопоннес и перед страной стояли более серьёзные задачи, Каподистрия осознавал политическую важность решения проблемы пиратства и принял решение действовать незамедлительно. Каподистрия высадился в Греции, на о-ве Эгина, 12 января. Всего лишь через неделю очаги пиратства были ликвидированы.

## Северные Спорады
Как это не удивительно, питательной средой пиратства здесь были в основном не островитяне и моряки, а голодающие беженцы из «сухопутных» северных областей Греции (Фессалия и Македония), где Греческая революция потерпела поражение. Беженцы из этих областей тысячами скопились на островах, в основном на острове Скиатос. Именно бывшие клефты горы Олимп составляли костяк морских разбойников. На уничтожение северного очага пиратства была послана греческая эскадра, под командованием адмирала Миаулис Андреас-Вокос.
Хотя у его земляков с острова Идра были возражения, адмирал подчинился приказу Каподистрии и вышел на флагманском фрегате «Эллас», только что втридорога приобретённом в США. (Через 3 года именно этот фрегат будет взорван Миаулисом в ходе конфронтации идриотов с Каподистрией).
Миаулис не стал вести с пиратами никаких переговоров. Из 80 пиратских судов всевозможных категорий, половина была потоплена. Из другой, захваченной, половины часть судов была послана на Хиос, где Фавье, Шарль Николя пытался отвоевать остров у турок.
Суда с малой осадкой были посланы в залив Амвракикос, Западная Греция для поддержки армии в попытке продвинуться в Эпир

## Грамвуса
Два островка под именем Грамвуса, у северо-западного побережья острова Крит, стали основным очагом пиратства. Скала большего из них, Имери Грамвуса, была увенчана крепостью, построенной венецианцами в 1579 г.
В самом начале революции 1821 г. крепость попала в руки повстанцев. Однако вскоре турки отвоевали её. Попытка снова взять крепость, предпринятая временным правителем острова Томбазис, Эммануил, в 1823 г., не увенчалась успехом.
.
Летом 1825 г. отряд критян в 300 бойцов вернулся с п-ва Пелопоннес. 9 августа, под командованием Калергис, Димитрис и Антониадис, Эммануил, повстанцы взяли крепость Грамвуса, которая стала их базой на протяжении так называемого «периода Грамвусы»..
Турки не сумели отвоевать Грамвусу, однако восстание на западе Крита было подавлено.
Грамвуса постепенно стала центром пиратской активности, направленной как против турецких и египетских кораблей, так и против европейской навигации в регионе. В течение этого периода население острова выросло. Здесь даже была построена школа и церковь, получившая имя Богородица Воровка (игра с греческим словом клефт, имеющим значение вор и повстанец)..
Пираты Грамвусы не забывали и о войне с турками и оказывали содействие повстанцам и флоту.
Так 25 октября 1827 г., Миаулис высадил здесь войска для возобновления военных действий на Крите. Всего за 2 недели до событий, 5 января 1828 г., через Грамвусу высадился со своим экспедиционным корпусом на Крит, где и погиб героически, Хадзимихалис-Далянис.
19 января 1828 г. к Грамвусе подошла англо-французская эскадра под командованием англичанина Томаса Штайна. Под английским флагом были 3 фрегата, 2 корвета и 2 голета, под французским — 2 корвета и один голет. На борту кораблей эскадры находился отряд греческих правительственных войск и Маврокордато, Александр, как комиссар греческого правительства.
Штайн передал осаждённым в крепости, что его задача не препятствовать борьбе греков, а бороться с пиратством и выдвинул свои условия: сдача кораблей и трофеев, а также выдача 12 главарей пиратов, названных поимённо.
Не получив удовлетворительного ответа, в тот же день корабли начали обстреливать крепость. Однако к вечеру разразился шторм: 2 фрегата столкнулись, фрегат «Кабрия» разбился в щепки о скалы. Штайн был разъярён.
На следующее утро 3 пиратских судна были потоплены, 5 захвачены и отправлены на Мальту.
Осаждённые в крепости пираты упорно оборонялись, но все же были вынуждены сдаться английскому десанту и правительственному отряду.
Командиром гарнизона крепости был назначен швейцарец Амадеус Хан.
В октябре 1830 г. греческий гарнизон оставил Грамвусу, поскольку согласно мирным соглашениям Крит остался под властью турок, вне пределов возрождённого Греческого государства.
.

## Последствия
Европейский резонанс молниеносной антипиратской операции Каподистрии был огромен: торговые и банковские круги Европы, не питая особых симпатий к греческой революции, были вынуждены признать, что морские торговые коммуникации находятся под контролем новых греческих властей.